# Місцеві вибори в Києві 2008
Місцеві вибори у Києві 2008 — позачергові вибори Київського міського голови та депутатів Київської міської ради, що були проведені 25 травня 2008 року. Прохідний бар'єр для партій і блоків становив 3 % від числа виборців, що взяли участь у голосуванні.

## Вибори міського голови

### Кандидати
Згідно з офіційним списком, оприлюдненим у газеті «Хрещатик»:
| ПІБ                                | Р.н. | Суб'єкт висування / партійність                                | Місце роботи / посада                                                                      | Місце проживання              |
| ---------------------------------- | ---- | -------------------------------------------------------------- | ------------------------------------------------------------------------------------------ | ----------------------------- |
| Артюхін Олексій Володимирович      | 1981 | самовисування, безпартійний                                    | не працює                                                                                  | Київ                          |
| Бенкендорф Єгор Андрійович         | 1974 | самовисування, безпартійний                                    | ТОВ «Пірат Продакшн»                                                                       | Київ                          |
| Бобровський Богдан Леонідович      | 1984 | самовисування, безпартійний                                    | Головне управління у справах сім'ї та молоді ВОКМР (КМДА)                                  | Київ                          |
| Бондаренко Володимир Олександрович | 1964 | самовисування, безпартійний                                    | головний редактор журналів «Міський голова», «Народне визнання», «Лідер народної довіри»   | Київ                          |
| Василенко Анатолій Леонідович      | 1957 | самовисування, безпартійний                                    | тимчасово не працює                                                                        | Київ                          |
| Ващішін Тарас Ігорович             | 1981 | самовисування, безпартійний                                    | ТОВ «Землеград»                                                                            | Київ                          |
| Велімовський Анатолій Романович    | 1966 | самовисування, безпартійний                                    | Інтернет видання «Нова політика»                                                           | Київ                          |
| Вовченко Олег Олександрович        | 1965 | самовисування, безпартійний                                    | ТОВ «Клуб — Т»                                                                             | Київ                          |
| Вретік Олександр Сергійович        | 1958 | самовисування, безпартійний                                    | ПП «Посейдон»                                                                              | Київ                          |
| Вулах Михайло Миколайович          | 1980 | самовисування, член Народної партії                            | ТОВ «Кредитний брокер»                                                                     | Київ                          |
| Габер Микола Олександрович         | 1960 | Патріотична партія України                                     | тимчасово не працює                                                                        | Київ                          |
| Галака Олександр Іванович          | 1955 | самовисування, безпартійний                                    | тимчасово не працює                                                                        | Київ                          |
| Гладчук Вадим Федорович            | 1975 | самовисування, безпартійний                                    | редактор газети «Молодіжні Хроніки», Інтернет-видання «Громадянський спротив України»      | Київ                          |
| Годунок Ярослав Миколайович        | 1977 | самовисування, член партії «Пора»                              | Благодійний Фонд «Надія»                                                                   | Київ                          |
| Гончаренко Андрій Вадимович        | 1975 | самовисування, безпартійний                                    | ТОВ «НВК Горизонт»                                                                         | Київ                          |
| Горбаль Василь Михайлович          | 1971 | Партія регіонів                                                | Верховна Рада України                                                                      | Київ                          |
| Гошовський Володимир Сергійович    | 1973 | самовисування, член партії «Соціалістична Україна»             | Голова Адвокатського об'єднання «Національна правова палата»                               | Київ                          |
| Грабар Микола Федорович            | 1962 | самовисування, безпартійний                                    | адвокат Адвокатури м. Києва                                                                | Київ                          |
| Гройсман Елеонора Наумівна         | 1970 | самовисування, безпартійна                                     | Громадська організація "Група підтримки усвідомлюваного екологічного батьківства «Фелікс»  | Київ                          |
| Гуцол Михайло Васильович           | 1951 | Зелена екологічна партія України «Райдуга»                     | тимчасово не працює                                                                        | Київ                          |
| Данілін Микола Олексійович         | 1959 | Соціалістична партія України                                   | Верховна Рада України                                                                      | Київ                          |
| Дейниченко Володимир Федорович     | 1961 | самовисування, безпартійний                                    | ВАТ «Ощадбанк»                                                                             | Київ                          |
| Доброскок Володимир Станіславович  | 1969 | самовисування, безпартійний                                    | ТОВ "КУА «Гарант-Інвест»                                                                   | Київ                          |
| Жеребко Володимир Михайлович       | 1947 | самовисування, безпартійний                                    | Президія Академії наук вищої освіти України                                                | Київ                          |
| Жовтяк Євген Дмитрович             | 1961 | самовисування, безпартійний                                    | Київська обласна рада                                                                      | Київ                          |
| Жоль Костянтин Костянтинович       | 1981 | самовисування, безпартійний                                    | тимчасово не працює                                                                        | Київ                          |
| Іванов Станіслав Валерійович       | 1983 | самовисування, безпартійний                                    | приватний підприємець                                                                      | Київ                          |
| Іванов Юрій Федорович              | 1973 | самовисування, безпартійний                                    | Благодійна організація «Добра Пожертва»                                                    | Київ                          |
| Катеринчук Микола Дмитрович        | 1967 | самовисування, член Європейської партії України                | Верховна Рада України                                                                      | Київ                          |
| Кисельов Олександр Олександрович   | 1985 | самовисування, безпартійний                                    | ПП «Кверті»                                                                                | Київ                          |
| Клейнос Юрій Георгійович           | 1984 | самовисування, безпартійний                                    | тимчасово не працює                                                                        | Київ                          |
| Кличко Віталій Володимирович       | 1971 | самовисування, безпартійний                                    | Секретаріат Президента України                                                             | Київ                          |
| Ключинський Юрій Юрійович          | 1971 | самовисування, безпартійний                                    | ПП «Меджик Трейд»                                                                          | Київ                          |
| Ковтонюк Богдан Олексійович        | 1981 | самовисування, безпартійний                                    | тимчасово не працює                                                                        | Київ                          |
| Костюк Олександр Володимирович     | 1960 | Всеукраїнська політична партія — Екологія та Соціальний захист | Всеукраїнський Благодійний Фонд «Екологія та соціальний захист»                            | Київ                          |
| Кравченко Сергій Сергійович        | 1982 | самовисування, безпартійний                                    | Секретаріат Вищої Ради Юстиції                                                             | Київ                          |
| Кузьменко Світлана Вікторівна      | 1967 | самовисування, безпартійна                                     | Інститут отоларингології імені професора О. С. Коломийчика                                 | Київ                          |
| Курикін Сергій Іванович            | 1959 | Зелена партія України                                          | Зелена Партія України                                                                      | Київ                          |
| Лебедєва Марія Святославівна       | 1979 | самовисування, безпартійна                                     | незалежний журналіст                                                                       | Київ                          |
| Леонов Сергій Геннадійович         | 1966 | самовисування, безпартійний                                    | тимчасово не працює                                                                        | Київ                          |
| Лисак Ігор Миколайович             | 1980 | самовисування, безпартійний                                    | ТОВ «Землеград»                                                                            | Київ                          |
| Мамаєвський Руслан Миколайович     | 1981 | самовисування, безпартійний                                    | Київський національний університет будівництва та архітектури                              | Київ                          |
| Марисенко Вадим Миколайович        | 1961 | Аграрна партія України                                         | Політично виконавчий комітет Аграрної партії України                                       | Київ                          |
| Місяць Ярослав Анатолійович        | 1981 | самовисування, безпартійний                                    | Інформаційно-правова газета «Народна Варта»                                                | Київ                          |
| Мудрик Віктор Вітович              | 1976 | самовисування, безпартійний                                    | Центр по роботі з дітьми та молоддю Дніпровського р-ну                                     | Київ                          |
| Ніжинський Віктор Миколайович      | 1947 | самовисування, безпартійний                                    | КП "Центральне-конструкторське бюро «Арсенал»                                              | Київ                          |
| Олійник Валентин Іванович          | 1940 | самовисування, безпартійний                                    | пенсіонер                                                                                  | Київ                          |
| Омельченко Леонід Володимирович    | 1964 | самовисування, безпартійний                                    | ТОВ «Ю. Ф.»                                                                                | Київ                          |
| Омельченко Олександр Олександрович | 1938 | самовисування, безпартійний                                    | Верховна Рада України                                                                      | Київ                          |
| Осипчук Леонід Петрович            | 1952 | самовисування, член Організації українських націоналістів      | Департамент інформаційної політики Державного комітету телебачення і радіомовлення України | Київ                          |
| Пабат Олександр Вікторович         | 1974 | Громадський актив Києва                                        | Спілка Громадських Організацій «ГРОМАДСЬКИЙ АКТИВ КИЄВА»                                   | Київ                          |
| Пантелюк Микола Миколайович        | 1953 | самовисування, безпартійний                                    | підприємство «СБУК»                                                                        | Київ                          |
| Петренко Володимир Іванович        | 1944 | самовисування, безпартійний                                    | ВАТ «Київметробуд»                                                                         | Київ                          |
| Пилипишин Віктор Петрович          | 1961 | Блок Литвина, член Народної партії                             | Верховна Рада України                                                                      | Київ                          |
| Підмогильний Микола Васильович     | 1953 | Народно-демократична партія                                    | ТОВ «Науково-дослідний інститут соціально-економічних досліджень»                          | Київ                          |
| Попсуй Наталія Володимирівна       | 1973 | самовисування, безпартійна                                     | Кафе «Есфірь»                                                                              | Київ                          |
| Селіванов Станіслав Пилипович      | 1956 | самовисування, член партії «Євротурбота»                       | приватний підприємець                                                                      | Бердянськ, Запорізька область |
| Сичов Олег Петрович                | 1979 | самовисування, безпартійний                                    | ТОВ «Сінема хаус»                                                                          | Київ                          |
| Скрипець Валентин Вікторович       | 1983 | самовисування, безпартійний                                    | ПП «Укрекспедіт»                                                                           | Київ                          |
| Скрипник Ганна Аркадіївна          | 1949 | Українська народна партія                                      | Інститут мистецтвознавства, фольклористики та етнології НАН України                        | Київ                          |
| Скрипський Валерій Романович       | 1966 | самовисування, член Народної партії                            | Асоціація «Касіцеп»                                                                        | Київ                          |
| Спірідонов Віктор Кирилович        | 1954 | самовисування, безпартійний                                    | практикуючий лікар-психіатр                                                                | Київ                          |
| Старунь Сергій Володимирович       | 1967 | самовисування, безпартійний                                    | ВАТ "АК «Київводоканал»                                                                    | Київ                          |
| Титарчук Валерій Григорович        | 1948 | самовисування, безпартійний                                    | пенсіонер                                                                                  | Київ                          |
| Тітечко Анатолій Петрович          | 1962 | самовисування, безпартійний                                    | приватний підприємець                                                                      | Київ                          |
| Ткаченко Олександр Олександрович   | 1968 | самовисування, безпартійний                                    | МВС України                                                                                | Київ                          |
| Турчинов Олександр Валентинович    | 1964 | Блок Юлії Тимошенко, член ВО «Батьківщина»                     | Кабінет Міністрів України                                                                  | Київ                          |
| Тягнибок Олег Ярославович          | 1968 | ВО «Свобода»                                                   | Всеукраїнське об'єднання «Свобода»                                                         | Київ                          |
| Халецька Любов Іванівна            | 1979 | самовисування, безпартійна                                     | тимчасово не працює                                                                        | Київ                          |
| Харіна Катерина Юріївна            | 1986 | Молодіжна партія України                                       | ВАТ «Надра-банк»                                                                           | Київ                          |
| Хачатурян Хачатур Володимирович    | 1954 | Совість України                                                | Київський міжнародний університет                                                          | Київ                          |
| Черниш Григорій Семенович          | 1941 | самовисування, член Партії реабілітації народу України         | Благодійний Фонд «Всесвітня організація допомоги Тяжкохворим»                              | Київ                          |
| Черновецький Леонід Михайлович     | 1951 | самовисування, член Християнсько-ліберальної партії України    | Київська Міська Державна Адміністрація                                                     | Київ                          |
| Чернявський Сергій Леонідович      | 1953 | самовисування, безпартійний                                    | тимчасово не працює                                                                        | Київ                          |
| Чорний Віктор Іванович             | 1968 | самовисування, безпартійний                                    | Подільська районна у м. Києві державна адміністрація                                       | Київ                          |
| Шеляженко Юрій Вадимович           | 1981 | самовисування, член ВО «Батьківщина»                           | приватний підприємець                                                                      | Київ                          |
| Шпакович Володимир Володимирович   | 1958 | самовисування, безпартійний                                    | Президент Громадської Організації «Інформаційний міст»                                     | Київ                          |
| Яременко Василь Дмитрович          | 1976 | самовисування, безпартійний                                    | ПП «ВІВА-авант»                                                                            | Київ                          |

### Результати
Згідно з протоколом Київської міської територіальної виборчої комісії:
| Місце | Кандидат                           | % голосів | Кількість голосів |
| ----- | ---------------------------------- | --------- | ----------------- |
| 1     | Черновецький Леонід Михайлович     | 37,05 %   | 431 561           |
| 2     | Турчинов Олександр Валентинович    | 18,77 %   | 218 670           |
| 3     | Кличко Віталій Володимирович       | 17,63 %   | 205 316           |
| 4     | Пилипишин Віктор Петрович          | 6,59 %    | 76 801            |
| 5     | Катеринчук Микола Дмитрович        | 4,35 %    | 50 719            |
| 6     | Омельченко Олександр Олександрович | 2,48 %    | 28 876            |
| 7     | Горбаль Василь Михайлович          | 2,29 %    | 26 635            |
| 8     | Тягнибок Олег Ярославович          | 1,34 %    | 15 608            |
| 9     | Пабат Олександр Вікторович         | 1,33 %    | 15 527            |
| 10    | Черниш Григорій Семенович          | 0,23 %    | 2727              |
| 11    | Чорний Віктор Іванович             | 0,22 %    | 2514              |
| 12    | Омельченко Леонід Володимирович    | 0,16 %    | 1877              |
| 13    | Данілін Микола Олексійович         | 0,15 %    | 1699              |
| 14    | Жовтяк Євген Дмитрович             | 0,09 %    | 1104              |
| 15    | Ткаченко Олександр Олександрович   | 0,09 %    | 1084              |
| 16    | Підмогильний Микола Васильович     | 0,07 %    | 827               |
| 17    | Бондаренко Володимир Олександрович | 0,07 %    | 798               |
| 18    | Бенкендорф Єгор Андрійович         | 0,06 %    | 703               |
| 19    | Костюк Олександр Володимирович     | 0,05 %    | 632               |
| 20    | Марисенко Вадим Миколайович        | 0,05 %    | 560               |
| 21    | Скрипник Ганна Аркадіївна          | 0,05 %    | 542               |
| 22—23 | Галака Олександр Іванович          | 0,04 %    | 476               |
| 22—23 | Хачатурян Хачатур Володимирович    | 0,04 %    | 476               |
| 24    | Клейнос Юрій Георгійович           | 0,04 %    | 464               |
| 25    | Грабар Микола Федорович            | 0,04 %    | 423               |
| 26    | Курикін Сергій Іванович            | 0,03 %    | 374               |
| 27    | Лебедєва Марія Святославівна       | 0,03 %    | 315               |
| 28    | Кравченко Сергій Сергійович        | 0,03 %    | 314               |
| 29    | Пантелюк Микола Миколайович        | 0,03 %    | 297               |
| 30    | Кисельов Олександр Олександрович   | 0,02 %    | 278               |
| 31    | Бобровський Богдан Леонідович      | 0,02 %    | 265               |
| 32    | Гройсман Елеонора Наумівна         | 0,02 %    | 264               |
| 33    | Артюхін Олексій Володимирович      | 0,02 %    | 258               |
| 34    | Габер Микола Олександрович         | 0,02 %    | 244               |
| 35    | Гуцол Михайло Васильович           | 0,02 %    | 243               |
| 36    | Харіна Катерина Юріївна            | 0,02 %    | 240               |
| 37    | Годунок Ярослав Миколайович        | 0,02 %    | 221               |
| 38    | Титарчук Валерій Григорович        | 0,02 %    | 218               |
| 39    | Олійник Валентин Іванович          | 0,02 %    | 209               |
| 40    | Яременко Василь Дмитрович          | 0,02 %    | 209               |
| 41    | Ніжинський Віктор Миколайович      | 0,02 %    | 205               |
| 42    | Кузьменко Світлана Вікторівна      | 0,02 %    | 198               |
| 43    | Вулах Михайло Миколайович          | 0,02 %    | 187               |
| 44    | Жеребко Володимир Михайлович       | 0,02 %    | 180               |
| 45    | Мудрик Віктор Вітович              | 0,02 %    | 177               |
| 46    | Гончаренко Андрій Вадимович        | 0,02 %    | 176               |
| 47    | Гладчук Вадим Федорович            | 0,01 %    | 172               |
| 48    | Іванов Юрій Федорович              | 0,01 %    | 170               |
| 49    | Осипчук Леонід Петрович            | 0,01 %    | 169               |
| 50    | Іванов Станіслав Валерійович       | 0,01 %    | 128               |
| 51    | Халецька Любов Іванівна            | 0,01 %    | 126               |
| 52    | Ващішін Тарас Ігорович             | 0,01 %    | 125               |
| 53    | Шеляженко Юрій Вадимович           | 0,01 %    | 121               |
| 54    | Попсуй Наталія Володимирівна       | 0,01 %    | 110               |
| 55    | Дейниченко Володимир Федорович     | 0,01 %    | 105               |
| 56    | Спірідонов Віктор Кирилович        | 0,01 %    | 104               |
| 57    | Тітечко Анатолій Петрович          | 0,01 %    | 101               |
| 58    | Лисак Ігор Миколайович             | 0,01 %    | 96                |
| 59    | Мамаєвський Руслан Миколайович     | 0,01 %    | 93                |
| 60    | Вретік Олександр Сергійович        | 0,01 %    | 91                |
| 61    | Місяць Ярослав Анатолійович        | 0,01 %    | 85                |
| 62    | Велімовський Анатолій Романович    | 0,01 %    | 82                |
| 63    | Скрипський Валерій Романович       | 0,01 %    | 81                |
| 64    | Доброскок Володимир Станіславович  | 0,01 %    | 78                |
| 65    | Шпакович Володимир Володимирович   | 0,01 %    | 76                |
| 66—67 | Леонов Сергій Геннадійович         | 0,01 %    | 73                |
| 66—67 | Сичов Олег Петрович                | 0,01 %    | 73                |
| 68    | Старунь Сергій Володимирович       | 0,01 %    | 65                |
| 69    | Скрипець Валентин Вікторович       | 0,01 %    | 63                |
| 70    | Селіванов Станіслав Пилипович      | 0,00 %    | 53                |
| 71—75 | Василенко Анатолій Леонідович      | —         | вибув             |
| 71—75 | Гошовський Володимир Сергійович    | —         | вибув             |
| 71—75 | Жоль Костянтин Костянтинович       | —         | вибув             |
| 71—75 | Ключинський Юрій Юрійович          | —         | вибув             |
| 71—75 | Ковтонюк Богдан Олексійович        | —         | вибув             |
|       | Недійсні                           | 1,89 %    | 22 042            |
|       | Не підтримали жодного кандидата    | 4,17 %    | 48 605            |
|       | Усього (явка 54,32 %)              | 100 %     | 1 164 823         |

## Вибори міської ради

### Результати виборів
| 1  |  | Блок Леоніда Черновецького - Християнсько-ліберальна партія України - Українська партія «Зелена планета» - Партія «Жінки України»                                                                            | 30,45% |
| 2  |  | Блок Юлії Тимошенко - Всеукраїнське об'єднання «Батьківщина» - Українська Соціал-демократична партія - Партія «Реформи і порядок»                                                                            | 22,79% |
| 3  |  | Блок Віталія Кличка - Народний рух України - Політична партія «Європейська столиця» - Політична партія «Українські соціал-демократи»                                                                         | 10,61% |
| 4  |  | Блок Литвина - Народна Партія - Партія «Всеукраїнський патріотичний союз» | 8,17%  |
| 5  |  | Громадський актив Києва - Ліберально-демократична партія України - Народна партія вкладників та соціального захисту - Партія розбудови, правозахисту недержавних організацій України — «Партія ПРАВОЗАХИСТУ» | 5,95%  |
| 6  |  | Партія Регіонів | 3,95%  |
| 7  |  | Блок Миколи Катеринчука - Партія «Європейська партія України» - Політична партія «Європейська платформа» | 3,47%  |
| 8  |  | Блок Олександра Омельченка - Політична партія «Соціал-Демократичний Союз» - Українська морська партія | 2,26%  |
| 9  |  | Комуністична партія України | 2,24%  |
| 10 |  | Всеукраїнське об'єднання «Свобода» | 2,08%  |
| 11 |  | Блок «Наша Україна — Народна Самооборона» - Народний союз «Наша Україна» - Політична партія «Народна Самооборона»                                                                                            | 2,01%  |

|                    |  |                 |  |  |
| Результати виборів |  | Кількість місць |  |  |